# Hermenegildo Torres Asanza
 Hermenegildo José Torres Asanza (San Roque, 2 de junio de 1966) es un eclesiástico católico ecuatoriano. Es el obispo de Guaranda, desde el 4 de octubre del 2018.

## Biografía
Hermenegildo José nació el 2 de junio de 1966, en la comunidad de San Roque, en la ciudad ecuatoriana de Piñas.
Realizó su formación primaria en la Escuela "Francisco Pizarro" de su pueblo natal, y la secundaria en la escuela "Técnico 8 de Noviembre" en Piñas.
Ingresó al Seminario Mayor de Quito, asistiendo a los cursos de la Pontificia Universidad Católica del Ecuador, donde realizó los estudios eclesiásticos. En 1998, fue enviado a la Pontificia Universidad Gregoriana, donde obtuvo la licenciatura en Teología dogmática en el 2000.

### Sacerdocio
Su ordenación sacerdotal fue el 12 de julio de 1992, en la Catedral de Machala.
Como sacerdote desempeñó los siguientes ministerios:
- Párroco de Santa Rosa (1992-1998).
- Párroco de Guanazán (2000-2002).
- Presidente de la Comisión diocesana de Catequesis (2000-2005).[4]
- Miembro del Consejo Presbiteral y del Consejo de Consultores (2000-2007).
- Párroco de Piñas (2002-2007).
- Vicario episcopal territorial del Área Norte (hasta 2007).
- Presidente de la Comisión diocesana para la Pastoral social (2002-2007).[4]
- Encargado de la Pastoral vocacional y de la formación permanente del Clero.

### Episcopado
Obispo auxiliar de Machala
El 30 de octubre del 2007, el papa Benedicto XVI lo nombró obispo titular de Centenaria y obispo auxiliar de Machala. Fue consagrado el 12 de diciembre del mismo año, en la Catedral de Machala; a manos del obispo Néstor Herrera Heredia.
El 22 de octubre del 2012, fue nombrado administrador apostólico sede vacante de Machala, cargo que ejerció hasta la posesión del nuevo obispo Luis Antonio Sánchez Armijos SDB el 14 de septiembre de 2013.
Durante su labor episcopal, mantuvo mucha relación con los misioneros de las Misiones Diocesanas Vascas.
Obispo de Guaranda
El 4 de octubre de 2018, el papa Francisco lo nombró obispo de Guaranda. Tomó posesión canónica el 1 de diciembre del mismo año, en una ceremonia en la Catedral de Guaranda.